# Sankt Aegyd am Neuwalde
St. Aegyd am Neuwalde je městys v rakouské spolkové zemi Dolní Rakousy, v okrese Lilienfeld.
K 1. lednu 2014 zde žilo 1 977 obyvatel.

## Politika

### Starostové
- do roku 2008 Herbert Mitterböck
- 2008–2011 Johann Ettenauer (SPÖ)
- od roku 2011 Rudolf Pfeffer (SPÖ)